# Арми Хамер
Арми Хамер (енгл. Armie Hammer; рођен 28. августа 1986. у Санта Моници) амерички је глумац.
Године 2010. остварио је прву запажену улогу у филму Друштвена мрежа Дејвида Финчера, у коме је играо близанце Винклвос. Годину дана касније појавио се у биографској драми Џеј Едгар која му је донела номинацију Награду Удружења филмских глумаца за најбољег глумца у споредној улози. Године 2013. добио је прву главну улогу у Дизнијевом акционом вестерну Усамљени осветник, али филм је доживео дебакл код критичара и публике.

Након тога уследиле су улоге у филмовима Шифра У.Н.Ц.Л.Е. (2015), Буђење нације (2016) и Ноћне звери (2016), који су наишли на претежно позитивне реакције. Године 2017. Хамер се појавио у љубавној драми Скривена љубав, који му је донео номинације за бројне награде, укључујући Златни глобус за најбољег споредног глумца у играном филму.

## Филмографија
| Улоге на филму      |                      |               |                           | |
| Година              | Српски назив         | Изворни назив | Улога                     | Напомена |
| 2006.               | Флика                |               | мушки префект             | |
| 2008.               | Замрачење            |               | Томи                      | |
| 2008.               | Били: Ране године    |               | Били Грејам               | |
| 2009.               | Пролећни распуст     |               | претраживач плаже         | |
| 2009.               | 2081                 |               | Харисон Берџерон          | |
| 2010.               | Друштвена мрежа      |               | Камерон и Тајлер Винклвос | номинација - Награда Удружења филмских глумаца за најбољу филмску поставу номинација - Награда Удружења телевизијских филмских критичара за најбољу филмску поставу |
| 2011.               | Џеј Едгар            |               | Клајд Толсон              | номинација - Награда Удружења филмских глумаца за најбољег глумца у споредној улози |
| 2012.               | Огледалце, огледалце |               | принц Ендру Алкот         | |
| 2013.               | Усамљени осветник    |               | Џон Рид/Усамљени осветник | |
| 2015.               | Свита                |               | Арми Хамер                | |
| 2015.               | Шифра У.Н.Ц.Л.Е.     |               | Иља Курјакин              | |
| 2016.               | Буђење нације        |               | Самјуел Тарнер            | |
| 2016.               | Ноћне звери          |               | Хатон Мороу               | |
| 2016.               | Унакрсна ватра       |               | Орд                       | |
| 2016.               | Мина                 |               | Мајк Стивенс              | |
| 2017.               | Скривена љубав       |               | Оливер                    | номинација - Златни глобус за најбољег споредног глумца у играном филму номинација - Награда Удружења телевизијских филмских критичара за најбољег глумца у споредној улози номинација - Награда Спирит за најбољег глумца у споредној улози номинација - Награда Сателит за најбољег глумца у споредној улози |
| 2017.               | Последњи портрет     |               | Џејмс Лорд                | |
| 2017.               | Аутомобили 3         |               | Џексон Муња (глас)        | |
| 2018.               | Извините што сметам  |               | Стив Лифт                 | |
| 2018.               | Хотел Мумбај         |               | Дејвид                    | |
| 2018.               | На основу пола       |               | Мартин Д. Гинсберг        | |
| 2022.               | Смрт на Нилу         |               | Сајмон Дојл               | |
| Улоге на телевизији |                      |               |                           | |
| 2005.               | Ометени у развоју    |               | ученик 2                  | епизода: |
| 2006.               | Вероника Марс        |               | Курт                      | епизода: |
| 2007.               | Очајне домаћице      |               | Барет                     | епизода: |
| 2009.               | Косач                |               | Морган                    | 5 епизода |
| 2009.               | Трачара              |               | Габријел Едвардс          | 4 епизоде |
| 2012.               | Симпсонови           |               | Камерон и Тајлер Винклвос | епизода: |
| 2012.               | Амерички тата        |               | рентакар агент            | епизода: |